# 아시아경제신문
아시아경제(영어: The Asia Business Daily)는 대한민국의 종합경제 일간 신문이다. 본사는 서울특별시 중구 초동 아시아미디어타워(옛 충무로 스카라극장 터)에 자리잡고 있다.
1988년 6월 15일 제일경제신문으로 창간됐다. 2005년 6월 (주)아시아경제신문사와 합병해 제호를 아시아경제신문으로 변경했다. 2007년 6월 조간에서 석간으로 전환했다. 2015년 5월 사명을 (주)아시아경제로 바꾸고, 같은 해 7월 코스닥시장에 주식을 상장했다.
대주주는 사모펀드 '키스톤프라이빗에쿼티(키스톤PE)'이다. 2023년 상반기 현재 현상순 회장(키스톤PE 대표이사), 마영민 투자부문 대표(키스톤PE 부문대표), 장범식 미디어부문 대표이사 체제로 오너십과 리더십이 구축돼있다.
2023년 상반기 기준 아시아경제의 편집국은 경제금융 매니징에디터, 산업 매니징에디터, 정치사회 매니징에디터, 트렌드&위켄드 매니징에디터, 콘텐츠편집 매니징에디터 등 4개 매니징에디터 체제를 중심으로 꾸려져있다. 경제금융 부문에는 경제금융부, 증권자본시장부, 국제1팀이 산업 부문에는 산업IT부, 건설부동산부, 바이오헬스부가 배치돼있다. 정치사회 부문에는 정치부, 사회부, 이슈1팀이 있고 트렌드&위켄드 부문은 유통경제부, 문화스포츠부, 국제2팀, 이슈2팀이 자리하고 있다. 콘텐츠편집 부문에는 지면편집부, 디지털편집부, 사진부, 오피니언부, 미술팀 등이 배치돼있다. 현재 일일 600~700건 가량의 기사를 생산하고 있다. 